# Mi amigo Hugo
Pour plus de détails, voir Fiche technique et Distribution.
Mi amigo Hugo est un film documentaire vénézuélien réalisé par Oliver Stone et sorti en 2014. Il s'agit d'un film biographique sur l'homme politique Hugo Chávez.
Le film a été diffusé par le réseau Tele Sur le 5 mars 2014, un an après la mort de Chávez,.

## Synopsis
Le documentaire se concentre sur l'histoire personnelle d'Hugo Chávez, avec des interviews de membres de sa famille, d'amis et d'autres hommes politiques latino-américains. Stone apparaît également dans le film, passant du temps avec Chávez dans différentes régions du Venezuela. Des personnalités politiques telles que Fidel Castro, Cristina Fernández de Kirchner, Nicolás Maduro, José Vicente Rangel et Elías Jaua y participent également.

## Fiche technique
- Titre original espagnol : Mi amigo Hugo[2]
- Réalisateur : Oliver Stone
- Photographie : Lucas Fuica, Carlos Marcovich
- Montage : Alex Márquez
- Musique : Adam Peters
- Production : Serge Lobo, Steve Pines, Fernando Sulichin, Robert S. Wilson
- Sociétés de production : Tele Sur
- Pays de production :  Venezuela
- Langues originales : anglais, espagnol
- Format : Couleurs
- Durée : 52 minutes
- Genre : Film documentaire biographique
- Dates de sortie :
  - Venezuela : 5 mars 2014

## Distribution
- Hugo Chávez
- Rafael Correa
- Luiz Inácio Lula da Silva
- Cristina Fernández de Kirchner
- Nicolás Maduro
- Evo Morales
- José Vicente Rangel
- Elías Jaua
- Oliver Stone (narrateur)
- Fidel Castro (images d'archive)

## Accueil critique
Le site web Telesurtv.net a déclaré que les utilisateurs et les adeptes de la chaîne ont qualifié le film de « documentaire émouvant, beau, nostalgique et historique ». 
La presse américaine a été globalement très négative sur le film. Cory Franklin du Washington Examiner l'a qualifié d' « hymne d'amour à Chávez » et a critiqué Stone pour avoir exalté l'ancien président malgré les problèmes du Venezuela : « Aujourd'hui, le paradis socialiste pour lequel Oliver Stone était si enthousiaste est un échec lamentable alors que le peuple du Venezuela souffre et meurt ». Jeffrey Tayler, du magazine Foreign Policy, a qualifié ce film d'« hommage honteux d'Oliver Stone à Hugo Chávez » et a ajouté que « la dernière chose dont les Vénézuéliens, ou qui que ce soit d'autre, ont besoin, c'est d'une nouvelle agitprop en faveur de Chávez ».
Dans une interview, Stone a défendu sa position : « Lors de nombreux dîners, je me suis disputé avec certaines personnes au sujet de la démocratie au Venezuela et vous ne pouvez pas l'expliquer aux Américains parce qu'ils ne comprennent pas qu'il y a plus de démocratie au Venezuela qu'aux États-Unis ».